# Помниш ли ме
Помниш ли ме (на испански: Te acuerdas de mí) е мексиканска теленовела, режисирана от Франсиско Франко и Рубен Нелиньо Акоста и продуцирана от Кармен Армендарис за Телевиса през 2021 г. Версията, разработена от Сария Абреу, Таня Тинахеро и Луис Гамбоа, е базирана на турския сериал Кралицата на нощта, създаден от Озан Аксунгур и Джунейт Аслан.
В главните роли са Фатима Молина и Габриел Сото, а в отрицателните – Гилермо Гарсия Канту, Марисол дел Олмо, Федерико Айос и Педро Сикард. Специално участие вземат Алехандро де ла Мадрид, Наталия Тейес, Джошуа Гутиерес и първите актьори Ребека Джонс, Хуан Карлос Барето и Ана Берта Еспин.

## Сюжет
В миналото Педро Касерес живее в брак с дъщерята на шефа си, в който няма любов, нито чувства един към друг. Един ден той решава да прекрати фарса на брака си, когато се влюбва от пръв поглед във Вера Солис, жена, с която се запознава по време на командировка. Но шефът на Педро, Олмо Касерес, го предупреждава, че няма да позволи да развали брака с дъщеря му. Останал без избор, Педро се поддава на заплахите на Олмо и изоставя Вера. Години по-късно Педро се среща отново с Вера, когато тя неочаквано се появява отново като приятелка на тъста му.

## Актьори
- Габриел Сото – Педро Касерес
- Фатима Молина – Вера Солис
- Гилермо Гарсия Канту – Олмо Касерес
- Хуан Карлос Барето – Фаусто
- Марисол дел Олмо – Ивана де Касерес
- Ребека Джонс – Антония Солис
- Алехандро де ла Мадрид – Хулио Гамбоа
- Джошуа Гутиерес – Теодоро
- Ана Берта Еспин – Делия
- Елена Рохо – Алисия Лимантур
- Мария Пенея – Марина Касерес
- Федерико Айос – Гастон Касерес
- Наталия Тейес – Долорес Солис
- Антон Араиса – Алберто Гонсалес
- Тамара Ваярта – Лаиса
- Емилио Гереро – Данте Ганадос
- Иринео Алварес
- Педро Сикард – Октавио Ерериас
- Алехандра Боге – Гладис
- Енок Леано – Фуат
- Маркин Лопес – Хасинто
- Нина Рубин Легарета – Фабиола
- Тамара Масараса – Мелида
- Куаутли Хименес – Гонсало
- Алесио Валентини – Еди Галисия
- Епи Велес – Емилия
- Самуел Ледесма – Николас
- Джонатан Ларедо – Омар
- Мигел Папантла
- Моисес Арисменди – Томас

## Премиера
Премиерата на Помниш ли ме е на 18 януари 2021 г. по Las Estrellas. Последният 76. епизод е излъчен на 3 май 2021 г.

## Продукция
Теленовелата е представена по време на виртуалното представяне на телевизионния сезон 2020-21 на Унивисион. Официалните записи на продукцията започват на 14 септември 2020 г. южно от град Мексико и приключват на 27 март 2021 г.

## Прием
| Година | Излъчване                    | Брой епизоди | Премиера       | Премиера         | Финал      | Финал            |
| Година | Излъчване                    | Брой епизоди | Дата           | Зрители (в млн.) | Дата       | Зрители (в млн.) |
| ------ | ---------------------------- | ------------ | -------------- | ---------------- | ---------- | ---------------- |
| 2021   | понеделник-петък 21:30-22:30 | 76           | 18 януари 2021 | 3,2              | 3 май 2021 | 3,8              |